# Fokker XA-7
Die Fokker XA-7 (auch Atlantic-Fokker XA-7, Werksbezeichnung Model 17) war ein leichtes Bomben- und Luftnahunterstützungsflugzeug des US-amerikanischen Herstellers Fokker Aircraft Corporation of America, einer Tochtergesellschaft von Fokker.
Im September 1925 wurden die Fokker-Produktionsstätten in Teterboro und auf dem in der Nähe gelegenen Flugplatz Hasbrouck Heights, die als Atlantic Aircraft Corporation firmierten, dem New Yorker Vertriebsbüro von Fokker angegliedert. Dieses wurde gleichzeitig in Fokker Aircraft Corporation of America umbenannt. Die letzte eigene Konstruktion des Unternehmens, bevor es im Sommer 1932 von der General Aviation Corporation übernommen wurde, war die XA-7.

## Geschichte
Die XA-7 war die erste Ganzmetallkonstruktion Fokkers. Der Erstflug fand im Januar 1931 statt, wobei ein untersetztes Curtiss GIV-1570C (V-1570-27) Conqueror 12-Zylinder-Triebwerk eingebaut war. Fokker übertraf damit den Konkurrenten Curtiss, dessen Entwurf Curtiss A-8 erst ein halbes Jahr später zum ersten Flug antrat. Auch die Curtiss besaß den Conqueror-Motor als Antrieb, aber ohne Einsatz eines Untersetzungsgetriebes. Die XA-7 wurde anschließend zur Einsatzerprobung zum Wright Field überführt. Zu diesem Zeitpunkt besaß die Maschine große stromlinienförmige Hosenbeinverkleidungen des Fahrwerksbeine, die aber unter bestimmten Flugzuständen für Buffeting-Erscheinungen verantwortlich gemacht wurden. Außerdem befand man die Kühlung und den Windschutz der Besatzung als nicht ausreichend. Im Sommer 1931 wurde das Flugzeug deshalb zur Überarbeitung an das Werk zurückgegeben.
Das Fahrwerk erhielt dort neue tropfenförmige Radverkleidungen und der Kühler wurde durch eine Umkonstruktion vergrößert, was sich jedoch ungünstig auf die Aerodynamik auswirken sollte. Mit ebenso neuen Windschutzscheiben und einem veränderten Spinner ging das Flugzeug zurück zum Wright Field, wo sich jetzt auch die Curtiss XA-8 in der Erprobung befand. Die XA-7 war insgesamt die modernere Konstruktion ohne jegliche äußere Verspannung, im Gegensatz zur XA-8, die noch mehrfach verspannte Tragflächen aufwies. Abgesehen vom Flugverhalten bei geringen Geschwindigkeiten war die Curtiss-Maschine der Fokker in allen Leistungsbelangen jedoch überlegen und wurde zum Ausschreibungssieger erklärt. Die Entwicklung der Fokker stellte man daraufhin ein.

## Konstruktion
Die Ganzmetallkonstruktion der XA-7 war eine Abkehr von der bis dahin von Fokker bevorzugten Gemischtbauweise mit einem geschweißten Rumpfrohrgerüst und hölzernen Tragflächen. Dies erfolgte nur widerstrebend auf Druck der Ausschreibungsbehörde. Das Flugzeug war ein freitragender Tiefdecker mit einer aerodynamisch weitgehend optimierten Rumpfform. Die zwei Besatzungsmitglieder saßen hintereinander in einem offenen Cockpit. Die Bewaffnung bestand aus vier 7,62-mm-Maschinenwaffen in den Tragflächen, die außerhalb des Propellerkreises feuerten. Im hinteren Cockpit konnte ein weiteres bewegliches Maschinengewehr installiert werden; zusätzlich war die Mitführung einer 221-kg-Bombenlast über einen Zweistundenflug gefordert.

## Technische Daten
| Kenngröße             | Daten der letzten Ausführung                            |
| --------------------- | ------------------------------------------------------- |
| Besatzung             | 2                                                       |
| Länge                 | 9,73 m                                                  |
| Spannweite            | 13,38 m                                                 |
| Höhe                  | 2,87 m                                                  |
| Flügelfläche          | 30,94 m²                                                |
| Flügelstreckung       | 5,8                                                     |
| Leermasse             | 1754 kg                                                 |
| max. Startmasse       | 2563 kg                                                 |
| Marschgeschwindigkeit | 256 km/h                                                |
| Höchstgeschwindigkeit | 296 km/h                                                |
| Triebwerk             | 1 × V-12-Zylinder-Triebwerk Curtiss V-1570-27 Conqueror |